# Antikörper (Film)
Antikörper ist ein deutscher Thriller aus dem Jahr 2005. Regie führte Christian Alvart, die Hauptrollen übernahmen Wotan Wilke Möhring und André M. Hennicke als die beiden Gegenspieler. Deutscher Kinostart des Filmes war der 7. Juli 2005.

## Handlung
In Berlin wird in einer nächtlichen Polizei-Aktion durch Zufall der Serienmörder und Päderast Gabriel Engel gefasst, der, wie er später zugibt, 13 Jungen auf bestialische Weise tötete und mit deren Blut imposante religiöse Gemälde gemalt hatte. Kommissar Seiler wird mit der Befragung des Mörders beauftragt.
In dem kleinen Dorf Herzbach lebt Polizist Michael Martens. Hier wird die Verhaftung von Engel zur Kenntnis genommen. Erinnerungen an einen noch immer ungeklärten Mord an der zwölfjährigen Lucia werden wach, den man nun auch dem Serienmörder zuschreiben möchte. Martens beschließt, nach Berlin zu fahren, um mit Engel zu sprechen. Während des Falls vernachlässigt er jedoch seine Frau und seine Kinder.
Aber auch in Berlin vermutet man Parallelen zwischen den Morden. Die Berliner Polizei ist an einem Punkt angekommen, an dem sie aus Engel nichts mehr herausbekommt, so soll Martens sein Glück versuchen. Und tatsächlich schafft er es, den Serienmörder wieder zum Reden zu bringen. Allerdings treibt Engel ein böses Spiel mit dem Dorfpolizisten, in dessen Verlauf sich Realität und Fiktion für Martens immer mehr vermischen. Martens ist bald überzeugt, dass der Mörder des Mädchens noch auf freiem Fuß ist.
Durch den Einfluss von Engel beginnt der gläubige Katholik Martens langsam, seine dunkle Seite zu erforschen. So lässt er sich auf eine kurze Affäre mit einer Frau aus der Stadt ein und fügt seiner Frau beim Geschlechtsverkehr Schmerzen zu.
Nachdem sich Engel durch Bestechung Gift besorgt und dieses eingenommen hat, bleiben ihm noch 48 Stunden zu leben. Martens soll in der verbleibenden Zeit so viele Informationen wie möglich aus dem Serienmörder herausbekommen. Schließlich erzählt Engel von dem Mord an Lucia, den er nicht begangen, sondern nur beobachtet haben will. Den Verdacht lenkt er auf Martens schwierigen, 13-jährigen Sohn.
Der verzweifelte Martens beschließt daraufhin, seinen Sohn zu töten, doch er bringt dies nicht über sich. In der Zwischenzeit findet Kommissar Seiler heraus, dass Engel selbst Lucia getötet und Martens nur manipuliert hat. Am Ende kann Martens seine Frau und seinen Sohn erleichtert in die Arme schließen; der Serienmörder Engel stirbt an seiner Vergiftung.

## Kritiken
„Dicht inszenierter, gut gespielter Thriller von beträchtlicher Spannung, der bilder- und metaphernreich die Ambivalenz von Gut und Böse, Schuld und Sühne anspricht, ohne diese freilich über die Genre-Immanenz hinaus zu vertiefen.“

„‚Antikörper‘ ist […] eine Klasse für sich. Was ihm an internationaler Starpower und Big-Budget-Optik fehlen mag, gleicht er mit schauspielerischen Höchstleistungen, fantasievollen Bildkompositionen, pointierter Symbolik und vor allem durch ein exzellentes Drehbuch aus. Da krallen sich selbst hartgesottene Zuschauer in ihren Sitzen fest. Fazit: Der psychologisch radikalste und konsequenteste Thriller, der jemals in Deutschland entstand“

„Das aus „Das Schweigen der Lämmer“ bekannte Szenario des verletzlichen Cops und des feinsinnigen Killers kommt als effektsicheres Psychoduell daher. Der Film ist nicht perfekt, die Figuren zu flach, aber immerhin verzichtet Christian Alvart auf spektakuläre Schockelemente.“

„Der Versuch, Hollywood mit dem Film „Antikörper“ zu zeigen, was eine Harke ist, endet kläglich. Es beginnt mit Plattitüden, setzt sich über eine gewollt derbe Sprache fort und scheitert in schlechten Szenen. Überzeugen kann „Antikörper“ nur während der Psychoduelle zwischen dem Dorfbullen und dem Serienkiller. Doch ausgerechnet diese Momente kommen im Kino-Film am kürzesten. „Antikörper“ will ein extraordinärer Kino-Film sein ist im Ergebnis jedoch nur unausgegorene, heiße Luft. Wären die Dialoge nicht so bemüht vulgär, ergäbe das Werk einen unterdurchschnittlichen „Tatort“.“

„Eine der gelungensten Genrearbeiten aus deutschen Landen seit „Anatomie“: Regisseur und Autor Christian Alvart erweist sich mit seinem zweiten Thriller […] mit schnörkelloser, karger Inszenierung, cleveren Twists, von Anfang an beklemmender Atmosphäre […] als beachtliches Talent, das internationale Vergleiche nicht zu scheuen braucht.“

Die Deutsche Film- und Medienbewertung FBW in Wiesbaden verlieh dem Film das Prädikat besonders wertvoll.

## Sonstiges
- Die Tagline von Antikörper lautet: „Das Gute ist das Böse daran.“
- Die Bilder, die im Film von Gabriel Engel gezeichnet wurden (Originale von Jan Saße), wurden einen Monat nach Beginn des Kinostarts, also am 7. August 2005, bei einem Online-Auktionshaus unter dem Stichwort „Antikörper-Killerbilder“ versteigert.
- Aufnahmen wurden in den Wäldern um Braunlage im Nationalpark Harz gedreht. Die Außenaufnahmen der Haftanlage zeigen die Justizvollzugsanstalt Stuttgart.
- Nadeshda Brennicke hat einen Auftritt als Sängerin im Nachtclub und steuerte drei Titel zum Soundtrack bei.